# Тайбинка
Тайбинка — посёлок в Прокопьевском районе Кемеровской области. Входит в состав Сафоновского сельского поселения.

## География
Центральная часть населённого пункта расположена на высоте 359 метров над уровнем моря.

## Население
По данным Всероссийской переписи населения 2010 года, в посёлке Тайбинка проживает 74 человека (37 мужчин, 37 женщин).